# Calcancora
Calcancora is een geslacht van uitgestorven zeekomkommers die leefden in het Trias op de plaats waar nu Polen ligt; in het boven-Jura op de plaats van het huidige Duitsland; in het Paleogeen op de plaats van het huidige Frankrijk, Brazilië en de Verenigde Staten; en in het Tortonien in het huidige Oostenrijk.

## Soorten
- Calcancora mississippiensis Frizzell & Exline, 1955 † (typesoort)
- Calcancora arduohamata Kristan-Tollmann, 1964 †
- Calcancora kistnai Jaffar, 1970 †
- Calcancora bengalensis Soodan, 1976 †
- Calcancora ahmadi Tandon en Saxena, 1977 †
- Calcancora quadriramosus Sadeddin, 1996 †
- Calcancora glivicensis Gorka, 1997 †
- Calcancora pomerania Reich, 2003 †